# Peter Ustinov
Sir Peter Alexander Ustinov (London, 16. travnja 1921. – Genolier, Vaud, Švicarska 28. ožujka 2004.), britanski glumac, redatelj, scenarist i književnik.

Ustinov je rođen kao Peter Alexander Baron von Ustinow od ruskih roditelja. Otac je također bio njemačkog podrijetla a majka je bila i francuskih i talijanskih korijena. Ustinov je bio poliglot i govorio je tečno engleski, francuski, njemački, talijanski, ruski i španjolski a djelomice ruski i grčki.
Školovao se u Londonu, a glumačku karijeru započinje već 1938. u kazalištu, dok na filmu nastupa od 1940. godine. Postupno privlači pozornost i holivudskih producenata, a međunarodni ugled stječe likom infantilnog, ali okrutnog cara Nerona u američkom spektaklu "Quo vadis".
Dobio je Oscara za sporedne uloge u filmovima "Spartak" i "Topkapi".
Uz glumu, bavio se kazališnom i filmskom režijom. Njegova autobiografija Dear Me objavljena je 1977. 